# Станское сельское поселение
Станское сельское поселение (карел. Stuanun kyläkunda) — упразднённое муниципальное образование в составе Лихославльского района Тверской области России.
Центр поселения — деревня Стан.
Законом Тверской области от 5 апреля 2021 года № 17-ЗО было упразднено к 17 апреля 2021 года в связи с преобразованием Лихославльского муниципального района в Лихославльский муниципальный округ.

## Географические данные
- Общая площадь: 179,5 км².
- Нахождение: северо-западная часть Лихославльского района.
  - Граничило:
    - на севере — с Толмачевским СП
    - на востоке — с Микшинским СП
    - на юге — с Сосновицким СП
    - на западе — со Спировским районом, Краснознаменское СП

По территории поселения протекали река Медведица и её притоки, река Сусешня и река Малая Медведица.

## История
В XIX-начале XX века территория поселения лежала на стыке трех уездов Тверской губернии. Севернее и западнее реки Медведицы были земли Никулинской волости Вышневолоцкого уезда, южнее Медведицы до впадения в неё реки Сусешни — Новоторжский уезд (Дорская волость), к востоку от Медведицы — Бежецкий уезд (Толмачевская волость). После ликвидации губерний в 1929 году территория поселения входила:
- в 1929—1935 годы в Московскую область, Толмачёвский район,
- в 1935—1956 годы в Калининскую область, Новокарельский район,
- в 1956—1963 годы в Калининскую область, Лихославльский район,
- в 1963—1964 годы в Калининскую область, Торжокский район,
- в 1964—1990 годы в Калининскую область, Лихославльский район,
- с 1990 в Тверскую область, Лихославльский район.

Образовано в 2005 году, включило в себя территории Станского и Язвихинского сельских округов.

## Экономика
Основные с/х производители — СПК «Новый мир» и СПК «Колос», КФХ «Веселов». Имеются несколько фермерских хозяйств, но производством с/х продукции они не занимаются. Других производств на территории поселения нет.

## Население
| 2010 | 2011  | 2012  | 2013  | 2014  | 2015 | 2016 |
| ---- | ----- | ----- | ----- | ----- | ---- | ---- |
| 1060 | ↘1052 | ↘1028 | ↘1004 | →1004 | ↘968 | ↘930 |
| 2017 | 2018  | 2019  | 2020  | 2021  |      |      |
| ↘885 | ↘849  | ↘792  | ↘769  | ↘754  |      |      |

По переписи 2002 года — 1205 человек (861 — в Станском и 344 в Язвихинском сельских округах), на 01.01.2008 — 1103 человека.
Национальный состав: русские и тверские карелы.

## Населённые пункты
На территории поселения находились 26 населённых пунктов:
| Тип нп | Название   | Население (2008 год) |
| ------ | ---------- | -------------------- |
| дер.   | Андрюково  | 0                    |
| дер.   | Бобрище    | 15                   |
| дер.   | Бор        | 82                   |
| дер.   | Ветчино    | 23                   |
| дер.   | Высокуши   | 60                   |
| дер.   | Выставка   | 17                   |
| дер.   | Гнездово   | 153                  |
| дер.   | Горка      | 38                   |
| дер.   | Дерново    | 31                   |
| дер.   | Дубиха     | 15                   |
| дер.   | Дубровка   | 0                    |
| дер.   | Исачиха    | 5                    |
| дер.   | Куденево   | 6                    |
| дер.   | Курочкино  | 3                    |
| дер.   | Лисицино   | 24                   |
| дер.   | Марково    | 0                    |
| дер.   | Марьино    | 8                    |
| дер.   | Новый Стан | 15                   |
| дер.   | Осташково  | 63                   |
| дер.   | Павлово    | 23                   |
| дер.   | Пантелиха  | 12                   |
| дер.   | Парфеново  | 39                   |
| дер.   | Стан       | 323                  |
| дер.   | Хлестово   | 1                    |
| дер.   | Шульгино   | 44                   |
| дер.   | Язвиха     | 103                  |

### Бывшие населенные пункты
На территории поселения исчезли деревни Глубиха, Дуница, Пески, Юрьево и другие.

Деревня Удвориха присоединена к деревне Стан.

Деревня Искулиха присоединена к деревне Парфеново.